# Krabi krabong

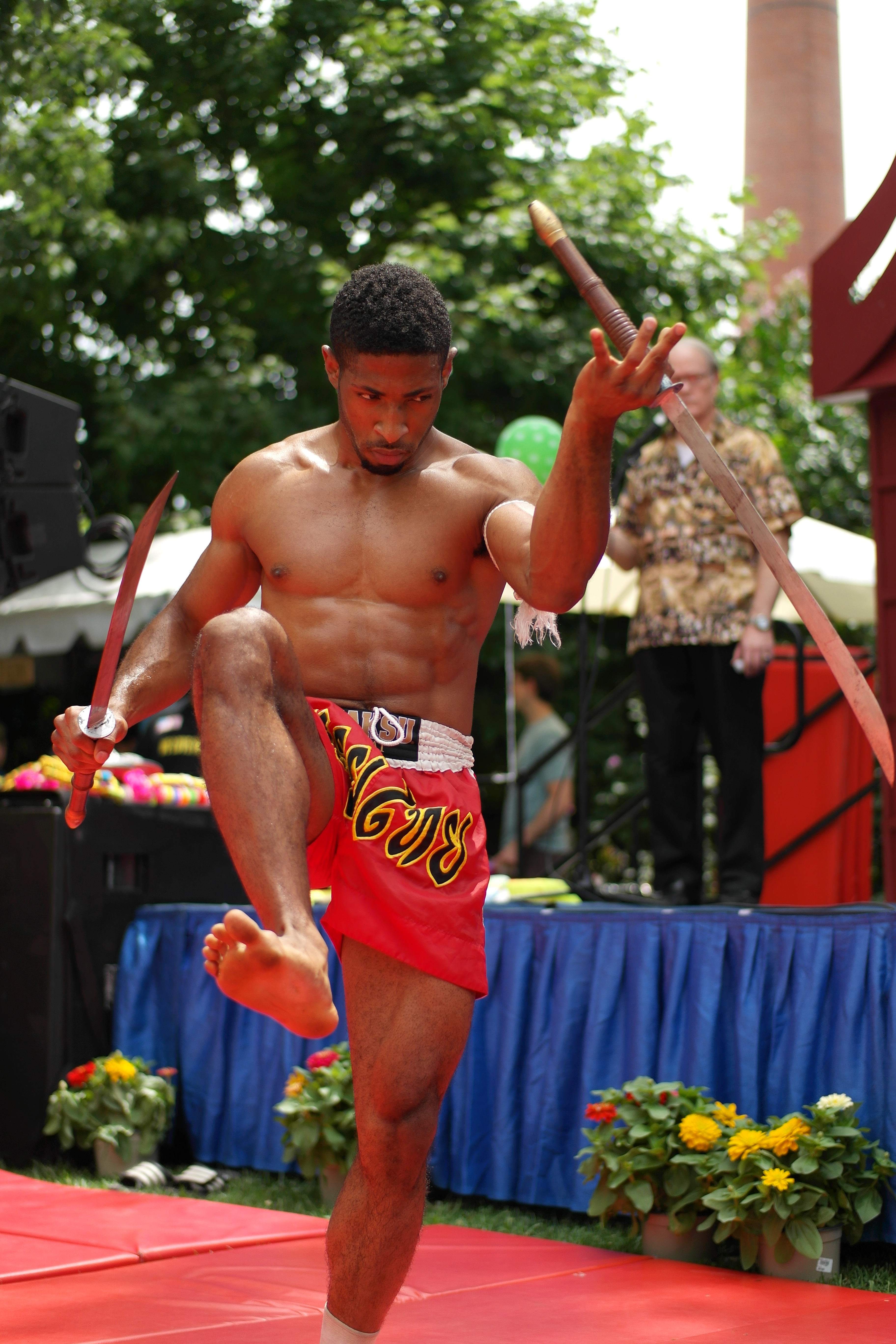
Taniec z mieczami w Krabi Krabong.

Krabi krabong (język tajski: กระบี่กระบอง, IPA: krabìː krabɔ̄ːŋ) - tradycyjna tajska sztuka walki z bronią, zwłaszcza z mieczami. Nazwa nawiązuje do dwóch rodzajów broni: miecza กระบี่ krabi oraz kija กระบอง krabong. Używa się także włóczni oraz różnego rodzaju tarcz.